# Werner Kopacka
Werner Kopacka (* 9. Juli 1950 in Großlobming; † 3. Jänner 2015 in Graz) war ein österreichischer Journalist und Autor.

## Biografie
Werner Kopacka verbrachte ein Jahr als AFS-Austauschschüler in Kalifornien. Er begann in Graz ein Dolmetscherstudium für Englisch und Spanisch, das er jedoch nicht beendete. Danach arbeitete er jahrzehntelang als Journalist, wobei er vor allem auf Abenteuer und Reisen spezialisiert war. Nachdem er anfangs als Journalist für die Neue Zeit gearbeitet hatte, schloss er sich im Jahre 1976 der Redaktion der Kronen Zeitung an, der er bis zu seinem Tod Anfang 2015 über einen Zeitraum von über 38 Jahren angehörte.
Er hat zwei Himalaya-Expeditionen begleitet: 1974 als Berichterstatter der österreichischen Dhaulagiri-IV-Expedition; 1978 als begleitender Journalist der Himalaya-Expedition, bei der es Reinhold Messner und Peter Habeler als ersten Menschen gelang, den Gipfel des Mount Everest ohne zusätzlichen Sauerstoff zu erreichen. Außerdem hat er den Atlantik mit einem Segelboot überquert und mehr als 60 Länder der Welt bereist. Werner Kopacka war mit Ramani verheiratet und wurde Vater von vier Kindern. Zu seinen Freunden zählte Arnold Schwarzenegger, über den er eine Biografie veröffentlichte.
Neben seinem Beruf als Journalist schrieb er Abenteuer- und Kriminalromane. Sein Roman Der Wald wurde im Jahre 1997 von Hartmut Griesmayr mit August Zirner in der Hauptrolle verfilmt. 
Werner Kopacka starb in der Nacht vom 3. auf den 4. Jänner 2015; über die Todesursache wurde zu diesem Zeitpunkt nichts bekanntgegeben.

## Werke
- Gipfelsieg am Everest (1978)
- Der Buschpilot (1980)
- Der Wald (1992)
- Die Spur des Tigers (1993)
- Der Schneepalast (1994)
- Die Siedler (1996)
- Im Tal des Yeti (1997)
- Everest (1998)
- Reichsgold (2000)
- Renate Götschl – Das Erfolgsgeheimnis der Speed-Queen aus der Steiermark (2000)
- Enthülltes Geheimnis Toplitzsee (2001)
- Rack – Die Afrika Connection (2002)
- Die Wüste (2003)
- Arnold hautnah (2003)
- Zuadraht (2006)
- Der Ursteirer (2011)